# Hamataliwa cooki
Hamataliwa cooki är en spindelart som beskrevs av John M. Grimshaw 1989. Hamataliwa cooki ingår i släktet Hamataliwa och familjen lospindlar. Inga underarter finns listade i Catalogue of Life.